# Čhangčhub Dordže
Čangčhub Dordže (1703 - 1732) byl 12. karmapa školy Karma Kagjü, jedné ze škol tibetského buddhismu.
Narodil se v tibetské provincii Kham. Podle legendy po narození řekl: „Já jsem karmapa!“. Byl rozpoznán osmým šamarpou. I díky politické situaci v Tibetu cestoval po Číně, Nepálu a Indii, kde šířil učení o nenásilí (sa. ahinsá).